# Roseli Gustavo
Roseli do Carmo Gustavo -más conocida como Roseli Gustavo o simplemente Roseli- (Araraquara, 25 de julio de 1971) es una ex-jugadora brasileña de baloncesto que ocupaba la posición de pívot.
Fue parte de la Selección femenina de baloncesto de Brasil con la que alcanzó la medalla de plata en los Juegos Olímpicos de Atlanta 1996. En el ámbito no olímpico, junto al seleccionado brasileño ganó la medalla de oro en los Juegos Panamericanos de 1991 realizados en La Habana y alcanzó el mismo podio en el Campeonato Mundial de Baloncesto femenino en Australia 1994; además, fue campeona del Campeonato Sudamericano de Baloncesto adulto realizado de Bolivia en 1993, Brasil en 1995 y 1999, y Chile en 1997.

## Estadísticas en competencias FIBA
| Año            | Competencia                               | PPJ | RPJ | APJ |
| -------------- | ----------------------------------------- | --- | --- | --- |
| 1998           | Campeonato Mundial de Baloncesto femenino | 1,4 | 1,4 | 0,6 |
| 1996           | Juegos Olímpicos                          | 0,5 | 1   | 0   |
| 1994           | Campeonato Mundial de Baloncesto femenino | 1,1 | 1,1 | 0,9 |
| 1990           | Campeonato Mundial de Baloncesto femenino | 2,3 | 0   | 0   |
| Promedio total | Promedio total                            | 1,3 | 0,9 | 0,4 |
| Fuente: FIBA.  |                                           |     |     |     |